# Jeroen Geurts

Jeroen Geurts (2023)

Jeroen Johan Guillaume Geurts (1978) is een Nederlands neurobioloog, wetenschapper en bestuurder. Sinds 15 januari 2022 bekleedt hij de functie van Rector Magnificus aan de Vrije Universiteit Amsterdam.

## Academische achtergrond en loopbaan
Geurts voltooide zijn studie neurobiologie aan de Universiteit van Amsterdam en voerde tijdens zijn opleiding onderzoek uit naar de zenuwaandoening amyotrofe laterale sclerose (ALS). Zijn interesse in klinische neurowetenschappen leidde tot een promotie aan de Vrije Universiteit Amsterdam, waar hij onderzoek deed naar grijze stofbeschadigingen bij de ziekte multipele sclerose (MS). Als hersenonderzoeker en hoogleraar Translationele Neurowetenschappen was hij verbonden aan Amsterdam UMC. Hij diende als hoofd van de afdeling Anatomie & Neurowetenschappen van dat instituut en was tevens hoogleraar aan de University of Calgary in Canada.
Geurts staat bekend om zijn onderzoek naar multiple sclerose (MS) en de combinatie van moderne beeldvorming (MRI) met weefselonderzoek na overlijden van de patiënt. Door deze benadering kon hij beschadigingen in de grijze stof van MS-patiënten beter bestuderen en in beeld brengen, waardoor er meer inzicht kwam in het effect van deze afwijkingen op het functioneren van de patiënt, met name op het gebied van cognitieve achteruitgang. Hij speelde een cruciale rol bij het oprichten van het Nationaal Expertise Centrum Cognitie bij MS in 2016, in samenwerking met collega-neuroloog Bernard Uitdehaag. Daarnaast leidde hij een groep onderzoekers aan de afdeling Anatomie & Neurowetenschappen van Amsterdam UMC, die zich toelegt op het onderzoeken van neurale netwerken en gerelateerde vraagstukken. Hij werkte nauw samen met de Nederlandse Hersenbank om inzicht te krijgen in de pathologie van hersenaandoeningen.

## Wetenschapscommunicatie, bestuur en maatschappelijke impact
Naast zijn wetenschappelijke werk zet Geurts zich al lange tijd actief in voor het vertalen van wetenschap naar een breder publiek. Hij schreef diverse boeken over hersenen en hersenonderzoek en publiceerde regelmatig artikelen, opiniestukken en columns in dagbladen en magazines. Tussen 2016 en 2019 was hij columnist bij het NRC Handelsblad. In 2010 richtte hij, samen met twee collega's, Stichting Brein in Beeld (BiB) op. Deze stichting heeft als doel wetenschap te vertalen naar een breder maatschappelijk kader en de publieke opinie te scherpen over neurofilosofische thema's, zoals bewustzijn, religie en vrije wil.
Geurts was van 2013 tot 2015 voorzitter van het kennisplatform De Jonge Akademie van de Koninklijke Nederlandse Akademie van Wetenschappen (KNAW). Van van 2017 tot 2022 bekleedde hij de functie van bestuursvoorzitter van ZonMw en was hij lid van de raad van bestuur van de Nederlandse Organisatie voor Wetenschappelijk Onderzoek (NWO), met de portefeuilles gezondheidsonderzoek en medische wetenschappen. Bij deze organisaties was hij onder meer betrokken bij de totstandkoming van een consortium dat nieuwe vormen van Erkennen & Waarderen in de wetenschap promoot. In 2022 werd Jeroen Geurts benoemd tot lid van de Nederlandse Unesco Commissie.
Als Rector Magnificus van de Vrije Universiteit Amsterdam speelt Jeroen Geurts een centrale rol in het bestuur en de vertegenwoordiging van de universiteit, en is hij verantwoordelijk voor het bevorderen van de kwaliteit van het onderwijs, het onderzoek en de valorisatie van kennis. Hij geeft leiding aan de academische gemeenschap en stimuleert een omgeving waarin docenten, onderzoekers en studenten kunnen excelleren in hun vakgebied. Ook bevordert hij interdisciplinair onderzoek en samenwerking met andere universiteiten, onderzoeksinstituten en maatschappelijke organisaties, en draagt hij bij aan het ontwikkelen van een inclusief en divers academisch klimaat, waarin talentvolle individuen gelijke kansen krijgen.